# Stadion Miejski w Bejrucie
Stadion Miejski (ar. ملعب بيروت البلدي, fr. Stade municipal) – wielofunkcyjny stadion w Bejrucie, stolicy Libanu. Obiekt może pomieścić 18 000 widzów. Jest to drugi co do wielkości stadion w Bejrucie (po Camille Chamoun Sports City Stadium).
Stadion został wybudowany przez Francuzów. Jego budowa rozpoczęła się w połowie lat 30. XX wieku, a skończyła na początku lat 40. Obiekt przez lata gościł wiele wydarzeń sportowych i pozasportowych, np. w 2009 roku był jedną z aren turnieju piłkarskiego na Igrzyskach Frankofońskich.